# Góry Czywczyńskie
Góry Czywczyńskie (ukr. Чивчинські гори, Czywczynśki hory) – grupa górska w południowo-wschodniej części Ukraińskich Karpat, środkowa część Masywu Marmarosko-Bukowińskiego. Część północnych stoków pasma znajduje się w granicach Wierchowińskiego Parku Narodowego.
Tworzą wyraźny łańcuch górski, rozciągający się na długości około 50 km, od góry Stóg (Stoh) wznoszącej się na wysokości 1653 m n.p.m. na północnym zachodzie do góry Hnatasia (1769 m n.p.m.) na południowym wschodzie; od doliny Czarnego Czeremoszu na północnym wschodzie (Ukraina) do doliny rzeki Vazer na południowym zachodzie (Rumunia).
Najwyższym szczytem jest bazaltowa kopuła Czywczyna (1769 m n.p.m.), ale góry zbudowane są głównie z krystalicznych łupków i piaskowców. W niektórych miejscach na zboczach występują skałki wapienne.
Góry Czywczyńskie są praktycznie niezamieszkane, od 1991 stanowią granicę pomiędzy Ukrainą a Rumunią. W latach 1918–1939 przebiegała przez nie granica polsko-rumuńska, a po drugiej wojnie światowej do 1991 granica pomiędzy Rumunią a ZSRR.